# Euphoria (album của Enrique Iglesias)
Euphoria là album studio thứ chín, và album song ngữ đầu tiên, bằng tiếng Tây Ban Nha của ca sĩ - nhạc sĩ Enrique Iglesias. Album này phát hành bởi Universal Republic và Universal Music Latin và được phát hành vào ngày 05 tháng 7 năm 2010 được quốc tế và tại Mỹ vào ngày 06 tháng 7 năm 2010. Album gồm những bài hát bằng tiếng Anh và tiếng Tây Ban Nha. Đây là album có sự hợp tác của nhiều ca sĩ nổi tiếng.
Bài hát đầu tiên của album Cuando Me Enamoro đạt số một trên Hot Latin Songs, trong khi đĩa đơn thứ hai của album I Like It đạt vị trí thứ tư trên Billboard Hot 100. Khi phát hành, album đã ra mắt tại vị trí số 10 trên bảng xếp hạng Billboard 200, với doanh số là 27.000 bản trong tuần đầu tiên phát hành.
| Đánh giá chuyên môn     | Đánh giá chuyên môn |
| Nguồn đánh giá          | Nguồn đánh giá      |
| Nguồn                   | Đánh giá            |
| ----------------------- | ------------------- |
| AllMusic                | [ 1 ]               |
| Digital Spy             | [ 2 ]               |
| Entertainment Weekly    | (B)                 |
| Sputnikmusic            | [ 4 ]               |
| Laboratório Pop         | (favorable)         |
| The Washington Post     | (favorable)         |
| About.com (Latin Music) | [ 7 ]               |
| Billboard               | (favorable)         |

## Danh sách bài hát
| International edition | International edition                           | International edition                                                         | International edition             | International edition |
| STT                   | Nhan đề                                         | Sáng tác                                                                      | Producer(s)                       | Thời lượng            |
| --------------------- | ----------------------------------------------- | ----------------------------------------------------------------------------- | --------------------------------- | --------------------- |
| 1.                    | "I Like It" (với Pitbull)                       | RedOne, Enrique Iglesias, Lionel Richie, Armando Perez                        | RedOne                            | 3:52                  |
| 2.                    | "One Day at a Time" (với Akon)                  | RedOne, Iglesias, Frankie Storm, Akon                                         | RedOne                            | 4:05                  |
| 3.                    | "Heartbeat" (với Nicole Scherzinger)            | Iglesias, Mark Taylor, Jamie Scott                                            | Taylor                            | 4:17                  |
| 4.                    | "Dirty Dancer" (với Usher)                      | RedOne, Iglesias, E. Kidd Bogart, Erika Nuri, David Quiñones                  | RedOne                            | 3:34                  |
| 5.                    | "Why Not Me?"                                   | Iglesias, RedOne                                                              | RedOne                            | 3:39                  |
| 6.                    | "No Me Digas Que No" (featuring Wisin & Yandel) | Iglesias, Descemer Bueno, Juan Luis Morena, Llandel Veguilla, Ernesto Padilla | Paucar, La Mente Maestra, El Nasi | 4:30                  |
| 7.                    | "Ayer"                                          | Iglesias, Descemer Bueno                                                      | Paucar                            | 3:33                  |
| 8.                    | "Cuando Me Enamoro" (với Juan Luis Guerra)      | Iglesias, Descemer Bueno                                                      | Paucar                            | 3:20                  |
| 9.                    | "Dile Que"                                      | Iglesias, Coti Soronkin                                                       | Paucar                            | 3:41                  |
| 10.                   | "Tú y Yo"                                       | Iglesias, Aleks Syntek                                                        | Fernando Garibay                  | 4:01                  |
| 11.                   | "Heartbreaker"                                  | Iglesias, Taylor, Wayne Hector                                                | Taylor                            | 4:05                  |
| 12.                   | "Coming Home"                                   | Iglesias, Taylor, Scott                                                       | Taylor                            | 3:59                  |
| 13.                   | "Everything's Gonna Be Alright"                 | Lenny Medina, Iglesias, Hector                                                | Medina, Paucar                    | 3:47                  |
| 14.                   | "No Me Digas Que No"                            | Iglesias, Descemer Bueno                                                      | Paucar                            | 4:08                  |
| Tổng thời lượng:      | Tổng thời lượng:                                | Tổng thời lượng:                                                              | Tổng thời lượng:                  | 54:36                 |

| American standard edition | American standard edition                  | American standard edition |
| STT                       | Nhan đề                                    | Thời lượng                |
| ------------------------- | ------------------------------------------ | ------------------------- |
| 1.                        | "Cuando Me Enamoro" (với Juan Luis Guerra) | 3:20                      |
| 2.                        | "No Me Digas Que No" (với Wisin & Yandel)  | 4:30                      |
| 3.                        | "Ayer"                                     | 3:33                      |
| 4.                        | "Dile Que"                                 | 3:41                      |
| 5.                        | "I Like It" (với Pitbull)                  | 3:52                      |
| 6.                        | "One Day at a Time" (với Akon)             | 4:05                      |
| 7.                        | "Heartbeat" (với Nicole Scherzinger)       | 4:17                      |
| 8.                        | "Dirty Dancer" (with Usher)                | 3:34                      |
| 9.                        | "Tú y Yo"                                  | 4:01                      |
| 10.                       | "No Me Digas Que No"                       | 4:07                      |
| Tổng thời lượng:          | Tổng thời lượng:                           | 39:03                     |

| American deluxe edition | American deluxe edition                          | American deluxe edition |
| STT                     | Nhan đề                                          | Thời lượng              |
| ----------------------- | ------------------------------------------------ | ----------------------- |
| 1.                      | "I Like It" (hợp tác với Pitbull)                | 3:52                    |
| 2.                      | "One Day at a Time" (featuring Akon)             | 4:05                    |
| 3.                      | "Heartbeat" (featuring Nicole Scherzinger)       | 4:17                    |
| 4.                      | "Dirty Dancer" (featuring Usher)                 | 3:34                    |
| 5.                      | "Why Not Me?"                                    | 3:39                    |
| 6.                      | "No Me Digas Que No" (featuring Wisin & Yandel)  | 4:30                    |
| 7.                      | "Ayer"                                           | 3:33                    |
| 8.                      | "Cuando Me Enamoro" (featuring Juan Luis Guerra) | 3.20                    |
| 9.                      | "Dile Que"                                       | 3:41                    |
| 10.                     | "Tú Y Yo"                                        | 4:01                    |
| 11.                     | "Heartbreaker"                                   | 4:05                    |
| 12.                     | "Coming Home"                                    | 3:59                    |
| 13.                     | "No Me Digas Que No"                             | 4:08                    |
| Tổng thời lượng:        | Tổng thời lượng:                                 | 39:03                   |

| British edition  | British edition                                  | British edition |
| STT              | Nhan đề                                          | Thời lượng      |
| ---------------- | ------------------------------------------------ | --------------- |
| 1.               | "I Like It" (featuring Pitbull)                  | 3:52            |
| 2.               | "One Day at a Time" (featuring Akon)             | 4:01            |
| 3.               | "Heartbeat" (featuring Nicole Scherzinger)       | 4:17            |
| 4.               | "Why Not Me?"                                    | 3:36            |
| 5.               | "Dirty Dancer" (with Usher)                      | 3:39            |
| 6.               | "Heartbreaker"                                   | 4:05            |
| 7.               | "Everything's Gonna Be Alright"                  | 3:48            |
| 8.               | "Coming Home"                                    | 4:00            |
| 9.               | "Cuando Me Enamoro" (featuring Juan Luis Guerra) | 3:21            |
| 10.              | "No Me Digas Que No" (featuring Wisin & Yandel)  | 4:28            |
| 11.              | "I Like It" (No Rap Edit) (Digital Bonus Track)  | 3:14            |
| Tổng thời lượng: | Tổng thời lượng:                                 | 42:27           |

| Collector's edition | Collector's edition                                                         | Collector's edition | Collector's edition |
| STT                 | Nhan đề                                                                     | {{{extra_column}}}  | Thời lượng          |
| ------------------- | --------------------------------------------------------------------------- | ------------------- | ------------------- |
| 1.                  | "Tonight (I'm Fuckin' You)" (featuring Ludacris và DJ Frank E)              |                     | 3:51                |
| 2.                  | "I Like It" (featuring Pitbull)                                             | RedOne              | 3:52                |
| 3.                  | "One Day at a Time" (featuring Akon)                                        |                     | 4:05                |
| 4.                  | "Heartbeat" (featuring Nicole Scherzinger)                                  |                     | 4:17                |
| 5.                  | "Dirty Dancer" (with Usher)                                                 |                     | 3:34                |
| 6.                  | "Why Not Me?"                                                               |                     | 3:39                |
| 7.                  | "No Me Digas Que No" (featuring Wisin & Yandel)                             |                     | 4:30                |
| 8.                  | "Ayer"                                                                      |                     | 3:33                |
| 9.                  | "Cuando Me Enamoro" (featuring Juan Luis Guerra)                            |                     | 3:20                |
| 10.                 | "Dile Que"                                                                  |                     | 3:41                |
| 11.                 | "Tú y yo"                                                                   |                     | 4:01                |
| 12.                 | "Heartbreaker"                                                              |                     | 4:05                |
| 13.                 | "Coming Home"                                                               |                     | 3:59                |
| 14.                 | "Everything's Gonna Be Alright"                                             |                     | 3:47                |
| 15.                 | "No Me Digas Que No"                                                        |                     | 4:08                |
| 16.                 | "Tonight (I'm Lovin' You)" (featuring Ludacris and DJ Frank E)              |                     | 3:51                |
| 17.                 | "I Like It" (Cahill Club Remix Edit) (featuring Pitbull)                    |                     | 3:40                |
| 18.                 | "Heartbeat" (Glam as You Radio Mix By Guena LG) (featuring Sunidhi Chauhan) |                     | 4:04                |

## Xếp hạng
| Bảng xếp hạng (2010)               | Vị trí cao nhất |
| ---------------------------------- | --------------- |
| Austrian Albums Chart              | 37              |
| Australian Albums Chart            | 6               |
| Belgian Album Chart (Flanders)     | 7               |
| Belgian Albums Chart (Wallonia)    | 11              |
| Canadian Albums Chart              | 12              |
| Danish Albums Chart                | 12              |
| Dutch Albums Chart                 | 5               |
| European Top 100 Albums            | 5               |
| Finnish Albums Chart               | 11              |
| French Albums Chart                | 10              |
| German Albums Chart                | 87              |
| Greece Top 75 Albums               | 3               |
| Irish Albums Chart                 | 10              |
| Italian Albums Chart               | 55              |
| Mexican Albums Chart               | 1               |
| Mexican International Chart Albums | 1               |
| Norway Albums Chart                | 33              |
| Polish Albums Chart                | 22              |
| Russian Albums Chart               | 6               |
| Spanish Albums Chart               | 1               |
| Swedish Albums Chart               | 52              |
| Swiss Music Charts                 | 4               |
| Scottish Albums Chart              | 6               |
| UK Albums Chart                    | 6               |
| US Top Latin Albums                | 1               |
| US Latin Pop Albums                | 1               |
| US Billboard 200                   | 10              |

| Bảng xếp hạng (2010)    | Vị trí |
| ----------------------- | ------ |
| Australian Albums Chart | 71     |
| European Top 100 Albums | 98     |
| UK Albums Chart         | 148    |
| US Top Latin Albums     | 2      |
| US Latin Pop Albums     | 1      |
| US Billboard 200        | 185    |
| Bảng xếp hạng (2011)    | Vị trí |
| Australian Albums Chart | 92     |

| Quốc gia                                                                           | Chứng nhận           | Số đơn vị/doanh số chứng nhận |
| ---------------------------------------------------------------------------------- | -------------------- | ----------------------------- |
| Úc (ARIA)                                                                          | Vàng                 | 35.000^                       |
| Canada (Music Canada)                                                              | Vàng                 | 40.000^                       |
| Pháp (SNEP)                                                                        | Vàng                 | 50.000*                       |
| México (AMPROFON)                                                                  | Bạch kim             | 60.000^                       |
| Nga (NFPF)                                                                         | Vàng                 | 5.000*                        |
| Ba Lan (ZPAV)                                                                      | Vàng                 | 0*                            |
| Anh Quốc (BPI)                                                                     | Vàng                 | 100.000^                      |
| Hoa Kỳ (RIAA)                                                                      | 2× Bạch kim (Latinh) | 200.000^                      |
| * Chứng nhận dựa theo doanh số tiêu thụ. ^ Chứng nhận dựa theo doanh số nhập hàng. |                      |                               |